# アーサー・ヤノフ
アーサー・ヤノフ（Arthur Janov、1924年8月21日 - 2017年10月1日）は、アメリカ合衆国の心理学者。原初療法（長く抑制された幼い頃の心の痛みを、繰り返しさかのぼり、感じ、表現することが必要であるとする精神病の治療方法）をつくり出した人物である。かつては、サンタモニカ（カリフォルニア州）にあるプライマル・センターと呼ばれる精神療法学会を指揮していた。数多くの著作（『原初からの叫び ― 抑圧された心のための原初理論』で最も知られている）の著者としても知られている。

## 生涯
カリフォルニア州ロサンゼルス生まれ。ヤノフは1960年に、精神医学的な社会福祉における学士号と医療ソーシャルワーカーの資格をカリフォルニア大学ロサンゼルス校から、博士号をクレアモント大学院大学(en)から授かった。当初はカリフォルニアで従来の精神療法を施していた。彼はビバリーヒルズにあるハッカー精神医学診療所で研修期間を過ごし、ブレントウッド神経精神病学病院で復員軍人援護局のために働き、1952年から個人で営業するようになった。ロサンゼルス小児病院の精神医学部でもスタッフを務め、彼らの精神身体医学ユニットの開発に関係していた。
ヤノフは自身の専門家としての人生は1967年のある日に、彼の言う「原初的苦痛(Primal Pain)」を発見したことで変わったとしている。ある治療セッションの間、後に解説されることとなる「床に存在している青年の深い部分から湧き出てくる不気味な悲鳴」を聞いた。そこにヒントを得て、依頼人が抑制された感情と考えられるものを再現し、身体で表現することを奨励する「原初療法(primal therapy)」を開発した。
ヤノフの患者には、ジョン・レノンとオノ・ヨーコも含まれていた。

## 著書
- 原初からの叫び ― 抑圧された心のための原初理論 - The Primal Scream (1970年)
- The Anatomy of Mental Illness (1971年)
- The Primal Revolution: Toward a Real World (1972年)
- The Feeling Child (1973年)
- Primal Man: The new consciousness (1976年)
- Prisoners of Pain (1980年)
- Imprints: The Lifelong Effects of the Birth Experience (1984年)
- New Primal Scream: Primal Therapy 20 Years on (1992年)
- Why You Get Sick and How You Get Well: The Healing Power of Feelings (1996年)
- The Biology of Love (2000年)
- Sexualité et subconscient : Perversions et déviances de la libido (2006年)
- Primal Healing: Access the Incredible Power of Feelings to Improve Your Health (2006年)
- The Janov Solution: Lifting Depression Through Primal Therapy (2007年)
- Life Before Birth: The Hidden Script That Rules Our Lives (2011年)